# Motorola StarTAC
El Motorola StarTAC fue un teléfono móvil con forma de concha, fabricado por Motorola. Fue lanzado el 3 de enero de 1996 y es conocido por ser el primer teléfono móvil clamshell de la historia. El StarTAC es el sucesor del MicroTAC, un móvil con diseño semi-clamshell que fue lanzado en 1989. Considerando que el MicroTAC se dobla hacia abajo desde abajo el teclado, el StarTAC se pliega hasta por encima de la pantalla LED/LCD. En 2005, PC World ubica al StarTAC en el puesto 6 en el ranking de Los 50 artefactos más grandiosos de los últimos 50 años.

## Lanzamiento
Motorola solicitó el nombre de la marca StarTAC en septiembre de 1994. El StarTAC se dio a conocer en Estados Unidos el 3 de enero de 1995. Después, el móvil más pequeño disponible, este teléfono AMPS fue un éxito inmediato. Sus sucesores StarTAC TDMA y CDMA eran igualmente populares. Modelos GSM estaban disponibles en América del Norte a través de Powertel, VoiceStream y otros primeros operadores de GSM. StarTACs, cuyo nombre es un homenaje a la Star Trek's Communicator, siguió siendo popular hasta la década de 2000, apareciendo en muchas películas de Hollywood de la época, como 8mm protagonizada por Nicolas Cage, o The Thomas Crown Affair (película de 1999), protagonizada por Pierce Brosnan. Muchos propietarios MicroTac cambiaron a este modelo en particular, debido a su tamaño compacto y peso ligero. Durante su lanzamiento inicial, anuncios en revistas para el teléfono incluirían un facsímil de cartón de tamaño real que podría ser sacado de la página para mostrar el tamaño diminutivo del dispositivo.
El teléfono móvil Motorola StarTAC se introdujo al precio de $ 1000 USD.

## Características principales
Algunas de las características clave de la Motorola StarTAC fueron:
- Mensajes de texto SMS, aunque solo los modelos digitales posteriores tuvieron la capacidad de enviar mensajes.
- Diseño plegable
- 88 gramos [5] (3.1 oz [4])
- Podía utilizar una batería de iones de litio opcional, en momentos en que la mayoría de los teléfonos se restringieron a las baterías de NiMH, de inferior capacidad
- Fue uno de los primeros teléfonos móviles en introducir alerta de vibración como alternativa al tono de llamada

## StarTAC 2004
El nombre StarTAC fue restablecido en 2004 para un nuevo modelo diseñado para el mercado de Corea del Sur. Tenía:
- A 128 × 160 262 000 TFT LCD en color
- Sonido de 64 canales
- Una característica Banca Móvil apoyado por SK Telecom
- Una agenda de contactos con 2800 entradas

Además, una versión con un teclado direccional de 18 quilates de oro, y fue lanzado como StarTAC 2004 SE.
La edición regular fue liberada sin la función de banca móvil como el Motorola V628 en China. La edición de oro de 18 quilates se mantuvo Corea solamente.

## StarTAC III
Motorola revivió una vez más el StarTAC anunciando el StarTAC III el 27 de febrero de 2007. [6]
- 2 pulgadas pantalla QVGA
- GPS
- soporte archivos MP3
- 128 MB incorporados memoria

## Modelos

### Teléfonos analógicos
- StarTAC 1300
- StarTAC 3000
- StarTAC 6000
- StarTAC 6500
- StarTAC 8500
- StarTAC 8600
- StarTAC 8600 Plus

### Teléfonos digitales
- ST7760
- ST7762
- ST7750
- ST7797
- ST7860
- ST7867
- ST7868
- ST7890
- StarTAC 2004